# Riachuelos 2
Riachuelos 2 es un núcleo de población del municipio de Albacete (España) situado al suroeste de la capital.
Según el Instituto Nacional de Estadística, tiene una población de 13 habitantes (2016).